# 손상통제수술
손상통제수술은 신체 기관을 바로잡는 최종적인 수술 한 번을 진행하기보다는 일단 환자를 살리는 데 초점을 두는 수술을 일컫는다. 주로 세 단계를 포함하는데 1. 초기 개복(Initial laparotomy)을 통해 급한 부분을 수술하기 2. 봉합을 하지 않은 상태로 중환자실에서 회복하기 3. 회복된 후 최종적인 수술을 진행하기다. 손상통제수술은 죽음의 외상 3요소(대사성 산증, 저체온증, 응고 장애)를 처치한다.

## 같이 보기
- 이국종